# Tipula patagonica
Tipula patagonica är en tvåvingeart som beskrevs av Alexander 1920. Tipula patagonica ingår i släktet Tipula och familjen storharkrankar. Inga underarter finns listade i Catalogue of Life.